# Гођаска (Прахова)
Гођаска (рум. Gogeasca) насеље је у Румунији у округу Прахова у општини Карбунешти. Oпштина се налази на надморској висини од 332 m.

## Становништво
Према подацима из 2002. године у насељу је живело 292 становника, од којих су сви румунске националности.